# 金丸健太
金丸 健太（かねまる けんた、11月29日 - ）は、日本の男性声優。宮崎県出身。シグマ・セブンe所属。

## 人物
バラエティ番組のナレーション経験多数。
趣味はカラオケ、ジョギング、ゲーム。特技はソフトテニス、水泳。

## 出演

### テレビアニメ
- フリージング（2011年、生徒）
- スマイルプリキュア!（2012年）
- パズドラクロス（2016年 - 2017年、男性、AD）
- 名探偵コナン（2017年 - 2019年、警備員、刑事）
- ドラえもん（テレビ朝日版第2期）（2021年 - 2023年、ニュースキャスター、犬、高校生A）

### ゲーム
- PROGRESS ORDERS（2025年、イオン[3]）

### デジタルコミック
- アイアムアヒーロー
- あさきゆめみし
- ピーチガール

### ナレーション
- キテレツ人生!なんでこうなった!?消えた芸能人一斉捜査SP
- 恋するキラキラ女子旅
- スーパーJチャンネル
- トコトン掘り下げ隊!生き物にサンキュー!!
- バーンファインド お宝バイク
- 白熱教室
  - マイケル・サンデルの白熱教室
  - ロイヤル・アカデミー 音楽白熱教室

### ボイスオーバー
- 明石家さんまの転職DE天職
- 池上彰の戦争を考えるSP
- 行列のできる法律相談所
- ザ!世界仰天ニュース
- 日経スペシャル カンブリア宮殿